# Rospez
Rospez (en bretó Rospezh) és un municipi francès, situat a la regió de Bretanya, al departament de Costes del Nord. L'any 2006 tenia 1.663 habitants.
Està format per les viles de Guermunut, Pen-an-Allé, Pen-an-Feunteun, Kerinou, Pors-an-Lan, Goazouré, Kerabouhan, Poul-ar-Born, Couvent-Rabiner, Couvent-Lauré, Ty-Cornic, la Ville-Neuve, Poulzanc, Squivit, Kerouas, Coatdou, Roudia, le Mestic, le Crec'h, Brozos, Couvent-Allanic, Dogmel, Kernou, le Vot, Garic, Gourhan, Guelo, Crec'h-Quiniou, Coat-Jorand, Coat-Rouat, Kerfeuillen, Guiriguen, Keriou-Izellan, Keriou-Bras, Beau-Regard, Pen-Quer, Kerhuel i Michel-Perrat.

## Demografia
| 1962                                       | 1968 | 1975  | 1982  | 1990  | 1999  |
| ------------------------------------------ | ---- | ----- | ----- | ----- | ----- |
| 737                                        | 758  | 1.163 | 1.630 | 1.622 | 1.525 |
| Des de 1962: població sense dobles comptes |      |       |       |       |       |

## Administració
| Període   | Identitat           | Partit |
| --------- | ------------------- | ------ |
| 1998-2004 | Jean-Claude Lagadec | PS     |
| 2004-2008 | Martine Le Diuzet   |        |
| 2008-     | Jacques Robin       |        |

## Llengua bretona
Al començament del curs 2007, el 13,5% dels infants del municipi eren inscrits a la primària bilingüe.